# Cultura da Bélgica
Cultura da Bélgica é muito rica em museus, prédios históricos e arte. Uma vez por ano tem um concurso de música chamado "Koningin Elisabeth Wedstrijd", onde todos os anos um tipo de instrumento clássico é escolhido.
Durante o verão, têm lugares muito festivais. Os mais conhecidos são: Werchter, Sfinks, Dour e Pukkelpop. Principalmente os jovens vão para ao som das músicas das bandas famosas nacionais e internacionais. Existem ainda festivais para adultos, alternativos, com músicas do mundo inteiro, e outros.
Um diferencial é a cerveja belga, existem mais de 450 tipos de cerveja.[carece de fontes?] As cervejas do tipo trapist só existem na Bélgica, há também cerveja feita de cereja-ácida, denominada Kriek. Todo tipo de cerveja tem o seu próprio copo.
Há uma discussão sobre a cultura belga uma vez que requer discutir os aspectos da vida cultural compartilhado pelos belgas, independentemente da língua que falam e as diferenças entre as culturas das principais comunidades: os flamengos, da Flandres, e os francófonos de Bruxelas e da Valónia — apesar de o agrupamento de Bruxelas e Valónia como uma comunidade cultural é, por vezes rejeitado, por exemplo pelo Manifesto para a cultura da Valónia, bem como certos regionalistas de Bruxelas.

## Culinária
A cozinha belga é influenciada pela culinária dos países vizinhos, como França (especialmente da região da Lorena) e pela culinária da cozinha da região Flandres e Valônia. Nas regiões costeiras é comum servir pratos com peixe e frutos-do-mar. Um dos pratos tradicionais são as moules frites (mexilhões servidos com batatas fritas). Os belgas juram serem os seus inventores, servindo-as em abundância como lanches em pratos ou cones de papel cobertos de maionese ou um outro molho qualquer. Outro prato típico é Waterzooi, um guisado com peixe ou galinha. O médico e botânico flamengo Carolus Clusius jogou um papel importante na divulgação da batata na Bélgica; desde sua introdução, a batata faz parte da cozinha rústica típica do país. O chocolate belga é reconhecido pelo alto padrão de qualidade na produção. Outros doces, como wafel, spéculoos e praline, não são menos populares. Depois da refeição principal e antes da sobremesa é comum servir um dos queijos típicos da Bélgica, como por exemplo o Limburger. A cerveja, com marcas como Kriek, Hoegaarden, Leffe, La Binchoise e Chimay reconhecidas mundialmente, valorizam ainda mais a cultura cervejeira do país.

## Música
Atualmente, a Bélgica é um país que possui bandas para inúmeros géneros musicais. Existem vários artistas belgas reconhecidos internacionalmente e que usufruem de enorme sucesso.
O país é reconhecido por ter alguns dos maiores nomes da música dance e eletrónica, o que também acontece com os seus vizinhos a norte, os Países Baixos.
Os artistas mais conhecidos internacionalmente da Bélgica são, na maioria, da região flamenga. Isto explica-se por este mercado musical ser maior e mais aberto do que o valão. Consultando a lista Ultratop 50, verifica-se que um hit número 1 na Flandres raramente atinge a mesma posição na Valónia, por vezes ficando bem atrás.  O Ultratop 50 é o top oficial do país e que publica todas as sextas-feiras os 50 álbuns e singles mais vendidos das duas regiões do país.
Entre os músicos belgas mais notáveis estão Jacques Brel, Lara Fabian,Salvatore Adamo, Axelle Red, Plastic Bertrand, dEUS, Kate Ryan, Hooverphonic, K's Choice, Lasgo, Milk Inc, Ian Van Dahl/AnnaGrace, Sylver, Technotronic, Brian Molko ,Vocalista da banda Placebo, Vive la Fête e Stromae, Django Reinhardt, Dimitri Vegas & Like Mike, Wolfpack.